# Silurové

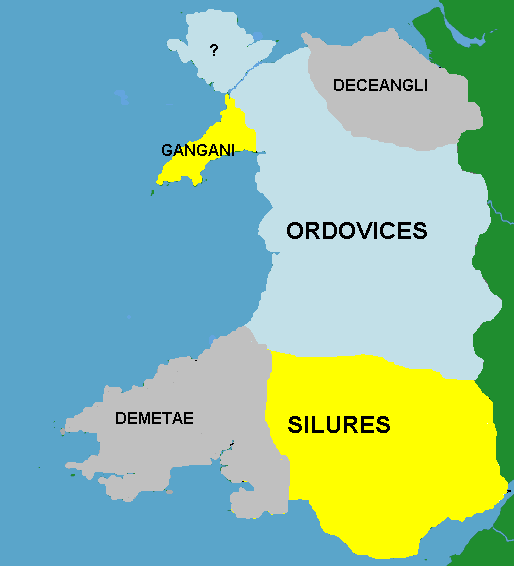
Osídlení území současného Walesu původními kmeny v době vpádu Římanů do Británie. Vymezení hranic je přibližné.

Silurové byli mocný a válečnický kmen ve starověké Británii, který sídlil přibližně na území hrabství Monmoutshire, Breconshire a Glamorganshire v jižním Walesu. Na severu sousedili s Ordoviky, na východě s Dobunii a na západě s Demetay.
Silurové byli jedním z mála kmenů, které se postavily proti vpádu Římanů v období okolo roku 48. Jejich vůdcem byl Caratacus, vojenský velitel a kníže z rodu Catuvellauniů, který utekl ze svého panství poté, co byl jeho kmen poražen. 
První útok podnikli Římané roku 48, kdy napadli Deceangly na severovýchodě. Poté několik let bojovali se Silury a Ordoviky. Ordovikové byli i s Caratacem roku 51 poraženi, ale Silurové vzdorovali dále a uplatňovali partyzánský způsob boje. Byli dokonce schopni obléhat římské pevnosti a zajmout rukojmí.
Porazili i římskou druhou legii. Není zcela zřejmé, zda byli nakonec Římany poraženi nebo se s nimi dohodli, ale římské prameny uvádí, že byli nakonec podmaněni Sextem Iuliem Frontinem po sérii vojenských tažení roku 78. Pro zajištění ovládaného území Římané postavili v centru oblasti obývané Silury opevnění v místě nazývaném Isca.
Město Venta Silurum (asi 8 km od Chepstowu) bylo postaveno již roku 75. Stalo se centrem římské správy silurského území. Jeho masivní hradby se dochovaly až do současnosti a nedávné vykopávky odhalily pozůstatky fóra, chrámu, amfiteátru, obchodů a mnoha pohodlných domů. Město zůstalo náboženským centrem i po odchodu Římanů z Británie.
Na konci prvního a ve druhém století získali Silurové zpět část své nezávislosti a zodpovědnosti za místní samosprávu. Oblast obývaná Silury se stala součástí království Gwent, Brycheiniog, Gwynllwg a Glamorgan.